# 水野花梨
水野 花梨（みずの かりん、1999年4月25日 - ）は、日本の女優、千葉県出身。

## 出演

### 映画
- 魔進戦隊キラメイジャー エピソードZERO（2020年2月8日、東映） - 同級生 役

### テレビドラマ
- 魔進戦隊キラメイジャー 第1話・20話・42話（2020年3月8日・8月23日・2021年2月7日、テレビ朝日） - 定光はるひ 役

### 舞台
- 舞台『志立彩色女学院アイドル科』（2024年6月26日 - 6月30日、バルスタジオ）
- 舞台『里のバッキャロー!!』〜ある男の千葉の鴨川で生き切った物語〜（2024年10月30日 - 11月5日、シアターグリーン BOX in BOX THEATER）[1]
- ティーファクトリー『ロンリー・アイランド』（2025年10月10日 - 19日〈予定〉、下北沢ザ・スズナリ）[2]

### イベント
- 【C2機関「艦これ」公式新春Live! 2024】Chinjufu New Year Live! 2024 in YOKOHAMA Minato Mirai】（2024年1月3日、パシフィコ横浜 国立大ホール）
- C2機関「艦これ」呉鎮守府巡り2024ちんじゅふ。艦娘Special Live in 呉鎮守府 2024（2024年10月13日、呉信用金庫ホール）

### ゲーム
- 艦隊これくしょん - 艦娘遊撃隊（2024年1月 - ） - 大和 役